# Catasticta scaeva
Catasticta scaeva är en fjärilsart som beskrevs av Johannes Karl Max Röber 1909. Catasticta scaeva ingår i släktet Catasticta och familjen vitfjärilar. Inga underarter finns listade i Catalogue of Life.